# 五四路街道
五四路街道，是中华人民共和国河北省保定市莲池区下辖的一个乡镇级行政单位。

## 行政区划
五四路街道下辖以下地区：
王庄路社区、天马社区、西苑北社区、西苑南社区、迎宾社区、东星社区、兰园社区、假日花园社区、锦绣社区、新一代东社区、世纪华庭社区、丽景蓝湾社区、复兴苑社区居季会、城苑村、张庄村、李庄村和马家园村。